# Cryptanura gracilis
Cryptanura gracilis là một loài tò vò trong họ Ichneumonidae.